# Feinschwarz.net
feinschwarz.net ist ein Portal, das sich als theologisches Feuilleton charakterisiert und im Oktober 2015 online ging.

## Vorstand und Redaktion
feinschwarz.net wird vom Verein feinschwarz mit Sitz in Wien getragen und aus Spendengeldern finanziert. Zum Vorstand gehören (Stand 2021): Obfrau Birgit Hoyer, Franziska Loretan-Saladin, Johann Pock und Wolfgang Beck.
Weitere Mitglieder der Redaktion sind (Stand 2022): Christian Bauer, Elisabeth Birnbaum, Rainer Bucher, Julia Enxing, Helga Kohler-Spiegel, Kerstin Menzel, Michael Schüssler und Teresa Schweighofer. Die Redaktionsmitglieder sind ehrenamtlich tätig und haben meist universitären Hintergrund.
Julia Enxing und feinschwarz.net wurde der Herbert-Haag-Preis 2023 zugesprochen.

## Gründung 2015
Die fünf Gründungsmitglieder (Birgit Hoyer, Franziska Loretan, Arnd Bünker, Rainer Bucher und Johann Pock) brachten Erfahrungen aus der Arbeit für theologische Fachzeitschriften mit und wollten, so Hoyer, „unabhängig von Verlagen und deren Sicht auf Leserinteressen und Marktanalysen Theologie treiben und sie unters Volk bringen.“ Dabei orientiere man sich an den Impulsen des Zweiten Vatikanischen Konzils.

## Reichweite
feinschwarz.net wird unter den christlichen bzw. theologischen Blogs zu den „reichweitenstarke[n] und bekannte[n] Seiten“ gezählt. 2018 war feinschwarz.net der „christliche Blog mit der größten Reichweite in den Sozialen Netzwerken“, und auch der meistgelesene Artikel im Bereich christlicher Blogs stammte 2018 von feinschwarz.net: ein Kommentar über die Kreuzpflicht in Bayern.